# Gronie (Beskid Mały)
Gronie (470 m) – szczyt w północnej części Beskidu Małego, w Paśmie Bliźniaków ciągnącym się od doliny Wieprzówki w Andrychowie po dolinę Skawy na wschodzie. Gronie są najdalej na wschód wysuniętym szczytem tego pasma, znajdują się tuż po wschodniej stronie Przełęczy Pańskiej.
Na lotniczej mapie Geoportalu pomiędzy Przełęczą Pańską i Przełęczą Biadasowską wyróżniono 3 szczyty: Gronie, Kobylica i Czuby, na mapie Compassu wszystkie te 3 szczyty obejmowane są jedną nazwą Czuby lub Kobylica, w „Ziemi Wadowickiej” nazwą Czuby lub Gronie, w przewodniku turystycznym wyróżniono Czuby i Kobylicę, na topograficznej mapie Geoportalu, środkowy, najwyższy, ma nazwę Kobylica, pozostałe są bezimienne.
Obecnie Gronie są całkowicie porośnięte lasem. Na topograficznej mapie Geoportalu jednak większa część ich południowego zbocza to tereny bezleśne. Dawniej Beskid Mały był znacznie bardziej bezleśny niż obecnie, każdy nadający się do tego stok góry był zamieniony na pastwiska i pola uprawne. Po II wojnie światowej z powodu nieopłacalności ekonomicznej stopniowo zaprzestawano uprawy wyżej położonych i stromych stoków, które samoistnie zarosły lasem, niektóre zalesiono. Przez Gronie prowadzi szlak turystyczny.
Piesze szlaki turystyczne
 Andrychów – Pańska Góra – Czuby – Przełęcz Biadasowska – Wapienica – Przykraźń – Panienka – Susfatowa Góra – Przełęcz Kaczyńska – Narożnik – przełęcz Sosina – Czuba – Gancarz – Czoło – Przełęcz pod Gancarzem – Groń Jana Pawła II.